# ミスル
ミスル（مصر Miṣr）とは、アラブ人ムスリムが各地へ征服活動を行った際に建設された軍営都市。イラクのバスラやクーファ、エジプトのカイロなどが挙げられる。
なお、エジプトのアラビア語名もミスル（مصر）、方言でマスル（Masr）と呼ばれるが、この名称は本稿の「ミスル」が由来ではなく古代からセム語でこの地を指した名称である。なお、セム語の一派であるヘブライ語では、双数形のミスライム（מצרים, ミツライム）となる。
イスラム初期、征服地を支配する際の拠点として、またさらなる遠征への拠点基地としてミスルが建てられた。当初はアラブ人のみが居住する都市であったが、徐々にマワーリー（非アラブ人改宗者）も住み着き、軍営都市から経済都市へとその性格を変えていった。
既にあった都市を征服し、特定地区から非アラブ人住民を追い出して駐屯地にする場合もあり、これもミスルと称される。この例としてはダマスクスを挙げることができる。

## 代表的なミスル

### イラク
- バスラ
- クーファ

### エジプト
- フスタート→カイロ

首都カイロは長らくミスル（マスル）と呼ばれていた。ここから転じて、ヘリオポリスは「新しいマスル」、すなわちマスル＝エル＝ゲディーダ（Masr el-Gedīda ; مصر الجديدة）と呼ばれている。ファーティマ朝時代は、ミスルとカイロは別の町で、カイロの南にあった。アイユーブ朝のサラディンの時代にミスルとカイロは城壁で統合される試みがあったが失敗したとされる。ファーティマ朝のミスルとはフスタートを意味した。フスタートのあった地域は現在ではカイロ市街の一区域となっている。

### シリア
- ダマスクス

### チュニジア
- カイラワーン